# Bataille de Markuszów
Guerre russo-polonaise de 1792
Batailles
- Mir
- Boruszkowce
- Zieleńce
- Dubienka
- Zelva
- Krzemień
- Markuszów

La bataille de Markuszów est une bataille de la Guerre russo-polonaise de 1792 qui se déroule le 26 juillet 1792 entre l'armée de Pologne-Lituanie, commandée par Józef Poniatowski et l'armée impériale russe. La bataille se termine par une victoire polonaise.

## Sources
- (pl) Cet article est partiellement ou en totalité issu de l’article de Wikipédia en polonais intitulé « Bitwa pod Markuszowem (1792) » (voir la liste des auteurs).